# Franklin Chang-Diaz
Franklin Ramón Chang-Díaz (San José, 5 april 1950) is een voormalig Costa Ricaans-Amerikaans ruimtevaarder. In 1977 ontving hij het Amerikaans staatsburgerschap. Chang-Díaz zijn eerste ruimtevlucht was STS-61-C met de spaceshuttle Columbia en vond plaats op 12 januari 1986. Tijdens deze missie van de Columbia werd de Satcom K1 communicatiesatelliet in een baan rond de aarde gebracht.
In totaal heeft Chang-Díaz zeven ruimtevluchten op zijn naam staan. Tijdens zijn missies maakte hij drie ruimtewandelingen. In 2002 werd hij, na Jerry Ross, de tweede astronaut die zeven maal in de ruimte vloog.